# Margot Stroink
Margaretha Carolina (Margot) Stroink (Batavia (Nederlands-Indië), 31 december 1937) is een gepensioneerd Nederlands zangeres in het stemvak mezzosopraan.
Ze is dochter van apotheker Joan Herbert Herman (Jan) Stroink en Margaretha Carolina (Margot) Begemann. Zelf trouwde ze met leraar Engels en amateurzanger Peter Paul Maria Straesser, broer van musici Joep Straesser en Wim Straesser. Ze is zus van mezzosopraan/alt Ellen Stroink (1936-2008) en een nicht van zangeres Ans Stroink.
Dat ze musicienne zou worden stond lang niet vast. Ze begon na de middelbare school met een studie Engels, dat terwijl haar zus wel direct naar het Conservatorium van Amsterdam ging. Haar naam duikt dan ook voor het eerst op tijdens een concert in juli 1962 in de Grote Zaal van het Concertgebouw bij de viering van het 66e lustrum van de Universiteit van Amsterdam. Ze zong als studente (Amsterdamse  Vrouwelijke Studenten Muziekvereniging Aédon) de titelrol in Alphons Diepenbrocks Elektra. Dit wakkerde de liefde voor muziek aan en ze ging alsnog naar de operaklas van genoemd conservatorium; aanvankelijk als sopraan, maar tijdens haar studie bij zangpedagoog Jan Keizer bleek zij mezzosopraan te zijn. In november 1962 vond een herhaling met Stroink plaats met begeleiding van het Nederlands Philharmonisch Orkest onder leiding van Henri Arends; de zangpartijen werden toen ingestudeerd door de dochter van de componist Joanna Diepenbrock. In 1963 werd bekend dat de Wereldomroep opnamen had gemaakt van de uitvoering op 2 juli 1962 en dat een speciaal daartoe opgericht Comité Elektra de uitvoering op langspeelplaat zou uitbrengen. In 1966 deed ze haar doctoraal Engels.
In 1974 maakte ze een tournee door Zuid-Amerika met collegae Hans Post en sopraan Marianne Blok (Ensemble Marianna Blok).
Stroink trouwde en wilde kinderen en dat zag haar leraar als obstakel voor een echte zangcarrière; toen de kinderen twee en drie jaar waren sloot ze zich aan bij de Operastichting. Doch lange verbintenissen zag ze juist vanwege de kinderen niet zitten; hetgeen direct een beperking legde in een uitbouw van haar bekendheid. Er volgden optredens met amateurgezelschappen, maar in 1978 wilde ze toch beroeps worden. Uitvoeringen en positieve reacties op haar optredens in Il Pirata van Vincenzo Bellini zorgden voor voldoende zelfvertrouwen. In de jaren tachtig was ze aangesloten aan het gezelschap Hoofdstad Operette. In 1982 stond ze tijdens een (protest)concert in het Amsterdamse Concertgebouw. Onder leiding van Kees Bakels en het Nederlands Kamerorkest zong tijdens dat concert ook de vermaarde Britse bariton John Shirley-Quirck. Einde jaren tachtig kwam een eind aan haar beroepsmatige zangcarrière.